# Bojongkantong
Bojongkantong is een bestuurslaag in het regentschap Banjar van de provincie West-Java, Indonesië. Bojongkantong telt 8462 inwoners (volkstelling 2010).